# جورج راكوتواريمبيلو
جورج راكوتواريمبيلو هو ملاكم مدغشقري، مثّل بلاده في الألعاب الأولمبية الصيفية 2004.

## روابط خارجية
جورج راكوتواريمبيلو على موقع أوليمبيديا (الإنجليزية)